# Париж (Кірибаті)
Париж — покинуте поселення на Кірибаті, розташоване на острові Кірітіматі, в межах архіпелагу островів лайн.

## Історія
У 1920-х роках у Парижі була кокосова плантація, яка зараз занедбана. Французький священник Еммануель Руж'є жив у будинку з вагонки в Парижі, який з того часу був зруйнований. Париж був в основному покинутий через погану якірну прив'язку.

## Назва
Париж був названий французьким священником Еммануелем Руж'є, який жив там, керуючи кокосовою плантацією Він назвав його Парижем, бо сумував за батьківщиною.